# Marunowanie

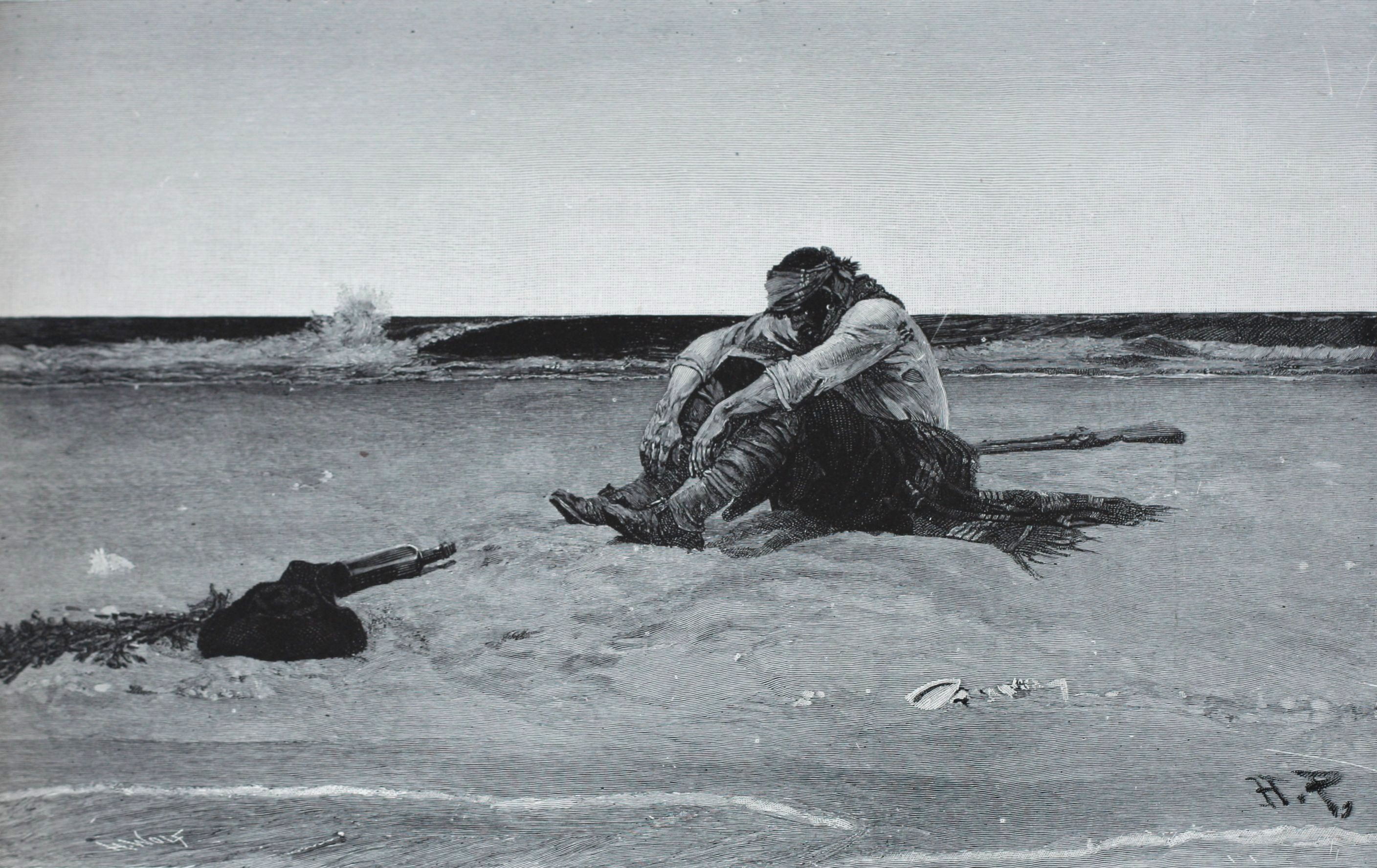
Marunowanie na ilustracji Howarda Pyle’a (1887)

Marunowanie (ang. marooning) – kara dla członków załogi lub kapitanów z rąk załogi w przypadku buntu, polegająca na porzuceniu skazanego na niezamieszkanym obszarze, takim jak bezludna wyspa lub mielizna, celem uniemożliwienia mu ucieczki i de facto doprowadzenia go do śmierci. Eufemistyczna nazwa tego typu kary to „mianowanie gubernatora wyspy”.

## Opis
Marunowanie było wykorzystywane głównie przez piratów w XVII i XVIII wieku, jako kara za oszukanie innych piratów, kradzież, samowolne opuszczenie stanowiska na statku lub inne przestępstwa. Pirat skazany na marunowanie zabierał ze sobą ubranie, które miał na sobie, niewielką ilość pożywienia, butelkę wody, która zwykle starczała mu na jeden dzień, pistolet i proch tak by miał możliwość popełnienia samobójstwa. Bezludna wyspa lub mielizna, na którą trafiał, były więzieniem, z których praktycznie nie było szans na ucieczkę. Gorące słońce paliło skórę skazańca, a bez żywności i wody głodował, odwadniając swój organizm. Przypływ mógł zalać wyspę lub mieliznę, powodując utonięcie nieszczęśnika lub pozostawienie go w wodzie aż po samą szyję, co narażało go na ataki rekinów.
Niektórzy skazani na marunowanie przeżywali, ale były to pojedyncze przypadki, takie jak historia Alexandra Selkirka. Jeśli uwięzionego człowieka znaleźli piraci, mógł dołączyć do ich załogi, ale nie było to regułą, natomiast odnaleziony przez kupców lub okręty wojenne i uznany za pirata, dostarczany był do najbliższego portu na proces sądowy za piractwo.